# La Puebla de Arganzón
La Puebla de Arganzón é um município da Espanha na província de Burgos, comunidade autónoma de Castela e Leão, de área 18,80 km² com população de 457 habitantes (2007) e densidade populacional de 24,73 hab/km².

## Demografia
| Variação demográfica do município entre 1991 e 2004 | Variação demográfica do município entre 1991 e 2004 | Variação demográfica do município entre 1991 e 2004 | Variação demográfica do município entre 1991 e 2004 |
| --------------------------------------------------- | --------------------------------------------------- | --------------------------------------------------- | --------------------------------------------------- |
| 1991                                                | 1996                                                | 2001                                                | 2004                                                |
| 232                                                 | 265                                                 | 402                                                 | 465                                                 |